# フランシスコ・ロラン・プレト
フランシスコ・デ・バルセロス・ロラン・プレト（ポルトガル語:Francisco de Barcelos Rolão Preto、1893年2月12日 - 1977年12月18日）は、ポルトガルの記者、政治家。彼はファシズム政党のポルトガル国家サンディカリスト運動(英語版)（ポルトガル語:Movimento Nacional Sindicalista）の指導者であった。

## 国家サンディカリスト運動について
「青シャツ隊」（ポルトガル語:"camisas azuis"）とも呼ばれる国家サンディカリスト運動は、右翼の準軍事団体を継承して生まれたもので、ベニート・ムッソリーニが作り出したイタリア・ファシズム(英語版)を模倣したサンディカリスムや連合主義を主張する団体であった。1922年7月にロラン・プレトは書物の中で「ムッソリーニの友人達の間では、我々の組織的サンディカリスムが必ずや現代のサンディカリスムの礎となると考えられている」と記している。また同時に国家サンディカリスト運動はルシタニア統合主義(英語版)にも影響されていた。
ロラン・プレトは、特にエマニュエル・ムーニエが提唱していた人格主義や、労働運動が持つ側面の一部を擁護していた。彼の思想の根幹を成したのは「最低賃金」、「有給休暇」、「労働教育」、労働者が「幸福になる権利が保障されている」世界といった、社会正義という左翼思想であった。

## 来歴

### 若年期
ロラン・プレトはライシーアムを中退、スペインのガリシアへと向かい王党派のヘンリク・ミッチェル・デ・パイヴァ・コウセイロ(英語版)が率いたポルトガル第一共和政打倒のクーデタに参加した（クーデタは1911年から1912年に行われたが失敗に終わった）。次いで彼はベルギーへと向かい、統合主義者の雑誌"Alma Portuguesa"の編集にあたり始めた一方で、ルーヴェンのポルトガル文学学校にて高等教育を修了させ、ルーヴェン・カトリック大学へ進学した。
ドイツ帝国がベルギーへと侵攻したことで第一次世界大戦が勃発、ロラン・プレトはフランスへと亡命し、当地のトゥールーズ大学(英語版)にて法学位を修得し卒業、ポルトガルへと帰還した。ポルトガルにて、彼は投獄された雑誌編集者ヒッポーリト・ラポゾ(英語版)に代わって雑誌"A Monarquia"の編集を担当。1922年からはルシタニア統合中央委員会のメンバーになり、1926年に5月28日クーデタを指揮することになるマヌエル・ゴメス・デ・コスタとも密接な関係を結ぶようになった。

### サラザール政権への反抗
1930年、ロラン・プレトはダビド・ネトや他の「シドニスタ（保守派の人物を指す言葉で、特にポルトガル国民共和党(英語版)の党員を指す）」と接触し、彼らと共に5月28日国民同盟を結成、「『民族革命』の守護者」を自称した。彼は「国家サンディカリスムの扇動者」や「雑誌"Diário Académico Nacional-Sindicalista de Tarde"（1932年に初発行され、後に"Diário Nacional-Sindicalista de Tarde"と名前を変更）の編集者」として悪名が高まった。彼は国家サンディカリスト運動を創設、隊の象徴としてキリスト騎士団十字架を使用し、ローマ式敬礼を採用した。彼らは、国内の大学生やポルトガル陸軍の若い将校の間で非常に人気となった。
1933年頃からロラン・プレトに対する個人崇拝が広がり、同時に彼も国民へのプロパガンダ遠征に従事するようになり、またイタリア大使館員への接待にも積極的に参加するようになった。運動を報じる新聞は彼のことを「チーフ（ポルトガル語:Chefe）」と称し、国内政党の文書によって「プレトが彼の支持者らによって崇拝されている」ことが明らかとなった。運動集会にはイタリア国家ファシスト党や国家社会主義ドイツ労働者党からの使節団も出席していた。1933年夏、国内の知事らに対して民衆による国家サンディカリスムの運動を禁止する要請が出されるが、支持者らは運動を続行、タグボートを用意し当時リスボンに訪問していた国家ファシスト党首班党員イタロ・バルボと接触した。またロラン･プレトは同時期に独自の軍の設立も開始、ポルトガル警察の報告によると、「黒色旅団（ポルトガル語:Brigade Negra）」としても知られるリスボンの部隊は60人ほどの男性から構成されていたが、その運動は瞬く間に民衆の間で活発になったという。
時の指導者アントニオ・サラザールは治安部隊長官との会談の後、国家サンディカリスト運動の解散を決定。1934年7月4日にロラン・プレトは逮捕された。サラザールは彼を国外追放に処し、国家サンディカリスト運動の指導格メンバーを粛清した。サラザールは国家サンディカリスト運動を「どこか海外の運動の模倣」と非難し、また彼らの「若年層の賛美や、直接的行動を通じた暴力・社会生活における国家権力の優位という原理・単一の指導者の下に大衆を団結させることを好む傾向へのカルト的な崇拝」についても、ファシズムや自身のキリスト教統合主義(英語版)のそれとは根本的に異なるとして非難した。ポルトガルのイギリス大使館はロンドンへ、ポルトガル国家サンディカリスト運動は「イタリアの大使から着想を得た」と報告し、またロラン・プレトについて「強い策謀のセンスをもった空虚な男」と表現した。
ロラン・プレトは一時的に拘留された後に国外追放とされ、国家サンディカリスト運動も活動禁止となった（同時に党機関紙であった"Rovolução"も発行禁止になった）。プレトは最期までサラザールとマルセロ・カエターノの独裁体制に対して「軟弱すぎる」と批判を続けた。彼はしばらくの間ヴァレンシア・デ・アルカンタラ(英語版)（スペインの街で、ポルトガルのカステロ・デ・ヴィデ(英語版)と国境を接する）に住み、その後はマドリードのホセ・アントニオ・プリモ・デ・リベラの自宅に招待され、彼と共に後のファランヘ党の理論を組み上げた。
1935年2月にロラン・プレトはポルトガルへと帰還。しかし彼は、バルトロメウ・ディアス号の乗組員やリスボンの行政教区ペニャ・デ・フランサ(英語版)の駐屯兵らによる九月反乱を嗾けたとして、再び留置された。その後追放処分を受けた彼はスペイン内戦に参加し、フランシスコ・フランコの陣営に与して戦った。
ロラン・プレトは第二次世界大戦の直前に再びポルトガルへと帰還。1922年に出版された彼のイタリア・ファシズムに関した本の新版を出版した。彼はベルリン＝ローマ枢軸に強い期待を寄せ、自身の著書においてサラザール政権を攻撃したうえでイタリアやドイツのファシズム政権を賛美した。ドイツでのナチズムやイタリアでのファシズムの興隆と共に、彼はヨーロッパのファシズムの将来に対して楽観的になり、彼の全ての希望を枢軸国の勝利にかけ、「真のファシスト」でない者に対抗した一方で、ファシズムの見地を取り入れてくれるよう彼らに願った。

### 晩年
第二次世界大戦後、ロラン・プレトはファシズム思想から離れ左翼団体の民主統一運動(英語版)に参加、また"A Traição Burguesa（日本語:ブルジョワジーの裏切り）"という本を出版した。この本は、ファシズム体制が社会の犠牲となった点やブルジョワジーとの政治的和解に至った点について批評したものである。1945年に彼は「国家主義者たちの神秘論の栄光あるクラリオンも、ナチの強大な社会計画も、我々にナチズムが意味することを忘れさせることは出来ない。それは、国家社会主義が誕生するという革命的な期待を無に帰したことだ」と考えた。
1949年、彼はノートン・デ・マートス(英語版)将軍の大統領選挙運動に参加。その後も彼は、キントン・メイレレスやフランシスコ・クラヴェイロ・ロペスといった自由主義的な候補者を支持し、1958年の大統領選挙では、反エスタド・ノヴォ派であったウンベルト・デルガード(英語版)将軍の下で特に重要な選挙役職に就いた。
また彼は、国内の王党派勢力をゴンサロ・リベイロ・テレス(英語版)を指導者とする人民君主党(英語版)の下に統合させようともした。その後、彼は1974年のカーネーション革命から1977年に死亡するまで人民君主党の首班格の一人であった。
彼が死亡した後の1994年、当時のポルトガル大統領マリオ・ソアレスはロラン・プレトに対してエンリケ航海王子勲章大十字章を授与した。

## 結婚と子供
ロラン・プレトはアマーリア・デ・ブリト・ボアヴィダ・ゴディーニョと結婚、2人の子供を授かった。
- フランシスコ・ゴディーニョ・ロラン・プレト：マリーア・イザベル・コーレイア・ダ・シルヴァ・メンデスと結婚
- マリア・テレーザ・ゴディーニョ・ロラン・プレト：エドゥアルド・テイシャイラ・ゴメスと結婚